# Microloxia menadiara
Microloxia menadiara är en fjärilsart som beskrevs av Thierry-mieg 1893. Microloxia menadiara ingår i släktet Microloxia och familjen mätare. Inga underarter finns listade i Catalogue of Life.